# برگ نوی چینی
برگ نوی چینی (نام علمی: Ligustrum sinense) نام یک گونه از سرده برگ نو است.